# Musikjahr 1977
Liste der Musikjahre

◄◄ | ◄ | 1973 | 1974 | 1975 | 1976 | Musikjahr 1977 | 1978 | 1979 | 1980 | 1981 | ► | ►►

Weitere Ereignisse · Country-Musik
Dieser Artikel behandelt das Musikjahr 1977.

## Ereignisse

### Populäre Musik und Jazz
- 01. Januar: Genesis starten in London ihre Wind and Wuthering Tour.
- 06. Januar: Nach mehreren provokanten Auftritten der Sex Pistols kündigt EMI den Vertrag mit der Punk-Band.
- 07.–9. Januar: Das United Jazz + Rock Ensemble nimmt im Schützenhaus Stuttgart-Heslach sein erstes Album auf.
- 13. Januar: Queen starten in Milwaukee ihre A Day at the Races Tour.
- 23. Januar: Pink Floyd starten in Dortmund ihre In the Flesh Tour.
- 24. Februar: Fleetwood Mac starten in Uniondale ihre Rumours Tour. Die Tournee endet nach 117 Konzerten am 30. August 1978 in Baton Rouge.
- 06. April: Die britische Rockband Supertramp startet in Regina ihre Quietest Moments Tour.
- 15.–24. April: Beim New Orleans Jazz & Heritage Festival treten Ella Fitzgerald, Sonny Rollins, Charles Mingus, The Crusaders, Bonnie Raitt und Fats Domino auf.
- 12. Juni: Die letzten Mitglieder des afroamerikanischen Gesangstrios The Supremes, Scherrie Payne, Susaye Green und Karen Jackson führen ihren endgültigen Abschiedsauftritt, begleitet vom Sänger und Songwriter Billy Ocean, im Theatre Royal Drury Lane in London auf.
- 20. Juni: Der Schauspieler und Sänger Manfred Krug verlässt die Deutsche Demokratische Republik, nachdem er am 19. April 1977 einen Ausreiseantrag gestellt hatte.
- 25. Juni: Prince unterzeichnet bei Warner Bros. Records seinen ersten Schallplattenvertrag in seiner Karriere.
- 26. Juni: Elvis Presley gibt sein letztes Konzert in der Market Square Arena in Indianapolis.
- 30. Juli: Die britische Progressive-Rock-Band Yes startet in Toledo ihre Going for the One Tour.
- 16. August: Der US-amerikanische Sänger, Musiker und Schauspieler Elvis Presley, der als erfolgreichster Solointerpret weltweit gilt, stirbt in seinem Wohnsitz „Graceland“ in Memphis, Tennessee.
- 16 September: T. Rex-Frontmann Marc Bolan verliert bei einem Autounfall sein Leben. Am Steuer des Unfallwagens sitzt seine Lebensgefährtin Gloria Jones, die den Unfall schwerverletzt überlebt.
- 08. Oktober: Inmitten der Abmischarbeiten für das Livealbum Seconds Out gibt Gitarrist Steve Hackett seinen Ausstieg aus der Band Genesis bekannt.
- 11. November: Nur fünf Monate nach dem Ende ihrer A Day at the Races Tour starten Queen in Portland ihre News of the World Tour.
- 19.–21. November: Bei der 100. Veranstaltung von Jazz in der Kammer sind mit den Gruppen von Albert Mangelsdorff und Willem Breuker auch Musiker aus dem Westen zu hören.

### Musiktheater
- 21. April: Das Musical Annie hat am New Yorker Broadway Premiere. Es erlebt dort in den folgenden Jahren weitere 2376 Aufführungen.
- 13. Mai: Die Uraufführung der einaktigen Oper Neither für Sopran und Orchester von Morton Feldman findet in Rom statt. Das Libretto stammt von Samuel Beckett.
- 31. Juli: Das Musical Tell! von Tommy Fortmann auf ein Libretto von Beat Hirt wird im Schützenhaus Albisgüetli in Zürich uraufgeführt.

### Klassische Musik
- Die 3. Sinfonie von Henryk Mikołaj Górecki wird veröffentlicht.
- Cantus in Memoriam Benjamin Britten von Arvo Pärt wird veröffentlicht.
- Komposition und Uraufführung von Arvo Pärts Fratres.
- Komposition und Uraufführung von Arvo Pärts Variationen zur Gesundung von Arinuschka.
- Alfred Schnittke: Suite im alten Stil für Violine und Klavier op. 80

### Film
- 25. Mai: In den Vereinigten Staaten kommt der erste Kinofilm der Star-Wars-Serie (deutscher Titel Krieg der Sterne) zur Uraufführung. Die Filmmusik stammt von John Williams.
- Der US-amerikanische Tanzfilm Saturday Night Fever von John Badham kommt in die Kinos. Der Film löst weltweit eine Disco-Welle aus, die sich in der Musik, der Mode und dem Lebensstil der Jugendlichen widerspiegelt. Die Filmmusik der Bee Gees mit Titeln wie Stayin’ Alive, Night Fever und How Deep Is Your Love gehört zu den bisher meistverkauften Soundtracks.

## Musikcharts

### Deutschland
| Singles                                    | Position | Alben                                             |
| ------------------------------------------ | -------- | ------------------------------------------------- |
|                                            |          |                                                   |
| Don’t Cry for Me Argentina Julie Covington | 1        | Arrival ABBA                                      |
| Ma Baker Boney M.                          | 2        | Wish You Were Here Pink Floyd                     |
| Yes Sir, I Can Boogie Baccara              | 3        | Take The Heat Off Me Boney M.                     |
| Living Next Door to Alice Smokie           | 4        | Animals Pink Floyd                                |
| Oh, Susi (der zensierte Song) Frank Zander | 5        | The Very Best of ABBA – ABBA’s Greatest Hits ABBA |
| Orzowei Oliver Onions                      | 6        | Live Status Quo                                   |
| Porque te vas Jeanette                     | 7        | Hotel California Eagles                           |
| Lost in France Bonnie Tyler                | 8        | Greatest Hits Smokie                              |
| Knowing Me, Knowing You ABBA               | 9        | Dedication Bay City Rollers                       |
| Magic Fly Space                            | 10       | Zander’s Zorn Frank Zander                        |

Die längsten Nummer-eins-Singles
Lieder, die die meiste Zeit während eines anderen Jahres auf Platz 1 der Charts verbrachten, werden hier nicht aufgeführt.
1. Smokie – Living Next Door to Alice (9 Wochen)
2. Baccara – Yes Sir, I Can Boogie (8 Wochen)
3. Baccara – Sorry, I’m a Lady (7 Wochen)

Die längsten Nummer-eins-Alben
Alben, die die meiste Zeit während eines anderen Jahres auf Platz 1 der Charts verbrachten, werden hier nicht aufgeführt.
1. ABBA – Arrival (3½ Monate)
2. Smokie – Greatest Hits; Verschiedene Interpreten (K-tel) – Disco Fever (jeweils 2 Monate)
3. Santa Esmeralda starring Leroy Gomez – Santa Esmeralda (1½ Monate)

Alle Nummer-eins-Hits und die Hits des Jahres

### Österreich
| Singles                                | Position | Alben                                            |
| -------------------------------------- | -------- | ------------------------------------------------ |
|                                        |          |                                                  |
| Living Next Door to Alice Smokie       | 1        | Greatest Hits Smokie                             |
| Sorrow Mort Shuman                     | 2        | Heidi, wart’, wir jodeln zerscht Klaus und Ferdl |
| Ma Baker Boney M.                      | 3        | Love For Sale Boney M.                           |
| Yes Sir, I Can Boogie Baccara          | 4        | Animals Pink Floyd                               |
| Le rêve Ricky King                     | 5        | Love At The Greek Neil Diamond                   |
| I Feel Love Donna Summer               | 6        | Das Wort zum Montag Otto                         |
| If You Leave Me Now Chicago            | 7        | Seine 20 größten Hits Fats Domino                |
| Orzowei Oliver Onions                  | 8        | James Last spielt Robert Stolz James Last        |
| Lay Back In The Arms Of Someone Smokie | 9        | I Remember Yesterday Donna Summer                |
| Anita Costa Cordalis                   | 10       | Ricky King Plays Golden Guitar Hits Ricky King   |

Die längsten Nummer-eins-Singles
Lieder, die die meiste Zeit während eines anderen Jahres auf Platz 1 der Charts verbrachten, werden hier nicht aufgeführt.
1. Boney M. – Daddy Cool (10 Wochen)
2. Smokie – Living Next Door to Alice; Boney M. – Ma Baker; Donna Summer – I Feel Love (jeweils 9 Wochen)
3. Boney M. – Sunny; Baccara – Sorry, I’m a Lady (jeweils 4 Wochen)

Die längsten Nummer-eins-Alben
Alben, die die meiste Zeit während eines anderen Jahres auf Platz 1 der Charts verbrachten, werden hier nicht aufgeführt.
1. Fats Domino – Seine 20 größten Hits; Verschiedene Interpreten (K-tel) – Disco Fever (jeweils 9 Wochen)
2. Boney M. – Love for Sale (8 Wochen)
3. (Verschiedene Interpreten) – Hithaus mit Herz; Smokie – Greatest Hits (jeweils 5 Wochen)

Alle Nummer-eins-Hits und die Hits des Jahres

### Schweiz
| Position | Singles                                    |
| -------- | ------------------------------------------ |
|          |                                            |
| 1        | Living Next Door to Alice Smokie           |
| 2        | Swiss Lady Pepe Lienhard Band              |
| 3        | Ti amo Umberto Tozzi                       |
| 4        | Don’t Cry for Me Argentina Julie Covington |
| 5        | Yes Sir, I Can Boogie Baccara              |
| 6        | Lailola Donatella                          |
| 7        | Ma Baker Boney M.                          |
| 8        | Anita Costa Cordalis                       |
| 9        | Knowing Me, Knowing You ABBA               |
| 10       | Ballade pour Adeline Richard Clayderman    |

Die längsten Nummer-eins-Singles
Lieder, die die meiste Zeit während eines anderen Jahres auf Platz 1 der Charts verbrachten, werden hier nicht aufgeführt.
1. Pepe Lienhard Band – Swiss Lady (9 Wochen)
2. Baccara – Yes Sir, I Can Boogie (8 Wochen)
3. Smokie – Living Next Door to Alice; Umberto Tozzi – Ti amo (jeweils 7 Wochen)

Alle Nummer-eins-Hits und die Hits des Jahres

### Vereinigtes Königreich
| Singles                                    | Position | Alben                                      |
| ------------------------------------------ | -------- | ------------------------------------------ |
|                                            |          |                                            |
| Mull of Kintyre / Girls’ School Wings      | 1        | Arrival ABBA                               |
| Don’t Give Up on Us David Soul             | 2        | 20 Golden Greats The Shadows               |
| Don’t Cry for Me Argentina Julie Covington | 3        | 20 Golden Greats Diana Ross & the Supremes |
| When I Need You Leo Sayer                  | 4        | Rumours Fleetwood Mac                      |
| Silver Lady David Soul                     | 5        | A Star Is Born (Soundtrack)                |
| Knowing Me, Knowing You ABBA               | 6        | The Sound of Bread Bread                   |
| I Feel Love Donna Summer                   | 7        | Disco Fever (Verschiedene Interpreten)     |
| Way Down Elvis Presley                     | 8        | Greatest Hits ABBA                         |
| So You Win Again Hot Chocolate             | 9        | Hotel California Eagles                    |
| Angelo Brotherhood of Man                  | 10       | Endless Flight Leo Sayer                   |

Die längsten Nummer-eins-Singles
Lieder, die die meiste Zeit während eines anderen Jahres auf Platz 1 der Charts verbrachten, werden hier nicht aufgeführt.
1. ABBA – Knowing Me, Knowing You; Elvis Presley – Way Down; Wings – Mull of Kintyre / Girls’ School (jeweils 5 Wochen)
2. David Soul – Don’t Give Up on Us; Rod Stewart – I Don’t Want to Talk About It / The First Cut Is the Deepest; Donna Summer – I Feel Love; ABBA – The Name of the Game (jeweils 4 Wochen)
3. Leo Sayer – When I Need You; Manhattan Transfer – Chanson d’Amour; Hot Chocolate – So You Win Again; David Soul – Silver Lady (jeweils 3 Wochen)

Die längsten Nummer-eins-Alben
Alben, die die meiste Zeit während eines anderen Jahres auf Platz 1 der Charts verbrachten, werden hier nicht aufgeführt.
1. ABBA – Arrival (10 Wochen)
2. Diana Ross & the Supremes – 20 Golden Greats (7 Wochen)
3. The Shadows – 20 Golden Greats (6 Wochen)

Alle Nummer-eins-Hits und die Hits des Jahres

### Vereinigte Staaten
Die längsten Nummer-eins-Singles
Lieder, die die meiste Zeit während eines anderen Jahres auf Platz 1 der Charts verbrachten, werden hier nicht aufgeführt.
1. Debby Boone – You Light Up My Life (10 Wochen)
2. The Emotions – Best of My Love (5 Wochen)
3. Andy Gibb – I Just Want to Be Your Everything (4 Wochen)

Die längsten Nummer-eins-Alben
Alben, die die meiste Zeit während eines anderen Jahres auf Platz 1 der Charts verbrachten, werden hier nicht aufgeführt.
1. Fleetwood Mac – Rumours (29 Wochen)
2. Eagles – Hotel California (8 Wochen)
3. Barbra Streisand & Kris Kristofferson – A Star is Born (6 Wochen)

Alle Nummer-eins-Hits und die Hits des Jahres

### Charts in weiteren Ländern
Siehe auch: Nummer-eins-Hits 1977 in  Australien, Belgien, Deutschland, Finnland, Frankreich, Irland, Italien, Japan, Kanada, Neuseeland, den Niederlanden, Norwegen, Österreich, Schweden, der Schweiz, Spanien, den Vereinigten Staaten und im Vereinigten Königreich.

## Musikpreise und Ehrungen

### Musikwettbewerbe
Eurovision Song Contest
1. Marie Myriam: L’oiseau et l’enfant
2. Lynsey de Paul and Mike Moran: Rock Bottom
3. The Swarbriggs Plus Two: It’s Nice to Be in Love Again
4. Michèle Torr: Une petite française
5. Pascalis, Marianna, Robert and Bessy: Mathema Solfege

## Gründungen
- Compact – rumänische Musikgruppe
- Crack – spanische Progressive- und Symphonic-Rockband aus Gijón
- James Chance and the Contortions – US-amerikanische No-Wave-Band
- Mobile Fidelity Sound Lab – US-amerikanisches Plattenlabel
- Spider Murphy Gang – deutsche Rockband aus München
- The Ricochets – britische Neo-Rockabilly- und Psychobillyband, gegründet als Pink & Black
- Voyage – französische Discogruppe
- Willi Warma – österreichische Punk-Band aus Linz

## Neuveröffentlichungen (Auswahl)

### Lieder und Kompositionen
| Lied                                       | Text                                                | Musik                                               | Erstinterpret             | Label                                      | Veröffentlichung   | Genre                               | Album                                       | Weitere Informationen                                                        |
| ------------------------------------------ | --------------------------------------------------- | --------------------------------------------------- | ------------------------- | ------------------------------------------ | ------------------ | ----------------------------------- | ------------------------------------------- | ---------------------------------------------------------------------------- |
| 17 Soldaten                                | Fred Van Dam                                        | Ad Kraamer                                          | Freddy Quinn              | Polydor                                    | 1977               | Schlager                            | Lieder, die das Leben schrieb               |                                                                              |
| Aja                                        | Donald Fagen, Walter Becker                         | Donald Fagen, Walter Becker                         | Steely Dan                | ABC Records                                | 23. September 1977 | Fusion                              | Aja                                         |                                                                              |
| Auf dem Mond da blühen keine Rosen         | Leo Leandros, Klaus Munro                           | Leo Leandros, Klaus Munro                           | Vicky Leandros            | CBS Records                                | Februar 1977       | Schlager                            | V. L.                                       |                                                                              |
| Druže Tito mi ti se kunemo                 | Mira Alečković                                      |                                                     | Zdravko Čolić             |                                            | 1977               | Politisches Lied                    |                                             |                                                                              |
| Going for the One                          | Jon Anderson                                        | Jon Anderson                                        | Yes                       | Atlantic Records                           | 12. Juli 1977      | Progressive Rock                    | Going for the One                           |                                                                              |
| It’s the Hard Knock Life                   | Martin Charnin                                      | Charles Strouse                                     |                           | Sony Music Entertainment                   | 1977               | Musical                             | Annie (Original Motion Picture Soundtrack)  | Lied aus dem Musical Annie                                                   |
| Let There Be Rock                          | Bon Scott, Angus Young, Malcolm Young               | Bon Scott, Angus Young, Malcolm Young               | AC/DC                     |                                            | 31. März 1977      | Bluesrock, Hard Rock                | Let There Be Rock                           |                                                                              |
| Modern Love                                | Peter Gabriel                                       | Peter Gabriel                                       | Peter Gabriel             | Charisma Records (UK), Atco Records (USA)  | 20. Juni 1977      | Artrock, Popmusik, Progressive Rock | Peter Gabriel (Car)                         |                                                                              |
| Moribund the Burgermeister                 | Peter Gabriel                                       | Peter Gabriel                                       | Peter Gabriel             | Charisma Records (UK), Atco Records (USA)  | 25. Februar 1977   | Artrock, Popmusik, Progressive Rock | Peter Gabriel (Car)                         |                                                                              |
| Oerend hard                                | Bennie Jolink und Ferdi Jolij                       | Bennie Jolink und Ferdi Jolij                       | Normaal                   | Killroy                                    | 30. April 1977     | Boerenrock                          | Oerend Hard                                 |                                                                              |
| Queen of Chinatown                         | Amanda Lear, Anthony Monn                           | Amanda Lear, Anthony Monn                           | Amanda Lear               | Ariola Records                             | 1977               | Euro Disco                          | I Am a Photograph                           |                                                                              |
| Rockaway Beach                             | Dee Dee Ramone                                      | Dee Dee Ramone                                      | Ramones                   | Sire Records                               | 23. November 1977  | Punkrock                            | Rocket to Russia                            |                                                                              |
| Seaside Woman                              | Linda McCartney                                     | Linda McCartney                                     | Suzy and the Red Stripes  | Parlophone/EMI (GB), Capitol Records (USA) | 31. Mai 1977       | Reggae                              | Wide Prairie                                |                                                                              |
| Star Wars (Main Title)                     |                                                     | John Williams                                       | London Symphony Orchestra | 20th Century Fox Records                   | 29. Juli 1977      | Filmmusik                           |                                             |                                                                              |
| Tomorrow                                   | Amanda Lear, Rainer Pietsch                         | Amanda Lear, Rainer Pietsch                         | Amanda Lear               | Ariola Records                             | 1977               | Euro Disco                          | I Am a Photograph                           |                                                                              |
| Trans Europa Express                       | Ralf Hütter, Florian Schneider-Esleben, Emil Schult | Ralf Hütter, Florian Schneider-Esleben, Emil Schult | Kraftwerk                 | Kling-Klang-Studio                         | März 1977          | Elektropop, Synthiepop              | Trans Europa Express / Trans-Europe Express |                                                                              |
| Unter der Asche meiner Liebe ist noch Glut | Hans-Georg Moslener, Jon Athan                      | Hans-Georg Moslener, Jon Athan                      | Helena Vondráčková        | Telefunken                                 | 5. März 1977       | Schlager                            | Unter der Asche meiner Liebe ist noch Glut  |                                                                              |
| Willy                                      | Konstantin Wecker                                   | Konstantin Wecker                                   | Konstantin Wecker         |                                            | 1977               | Liedermacher                        | Genug ist nicht genug                       | rund zehn Versionen, die jüngste von 2021                                    |
| William Tell Overture                      |                                                     | Gioachino Rossini                                   | Mike Oldfield             | Virgin Records                             | 11. Februar 1977   | Folk, Rock, Klassik                 |                                             |                                                                              |
| Wonderous Stories                          | Jon Anderson                                        | Jon Anderson                                        | Yes                       | Atlantic Records                           | September 1977     | Pop                                 | Going for the One                           |                                                                              |
| You Light Up My Life                       | Joseph Brooks                                       | Joseph Brooks                                       | Kasey Cisyk               |                                            | 1977               | Filmmusik                           |                                             | Lied für den Film Stern meines Lebens; Oscarverleihung 1977: bester Filmsong |
| You Took the Words Right Out of My Mouth   | Jim Steinman                                        | Jim Steinman                                        | Meat Loaf                 | Cleveland International                    | 21. Oktober 1977   | Rock                                | Bat Out of Hell                             |                                                                              |

### Alben
| Album                                           | Interpret                | Label                                                 | Veröffentlichung   | Genre                                  | Weitere Informationen |
| ----------------------------------------------- | ------------------------ | ----------------------------------------------------- | ------------------ | -------------------------------------- | --------------------- |
| 38 Special                                      | 38 Special               | A&M Records                                           | Mai 1977           | Southern Rock                          |                       |
| Aja                                             | Steely Dan               | ABC Records                                           | 23. September 1977 | Jazz-Rock/Yacht Rock/Pop-Rock          |                       |
| Animals                                         | Pink Floyd               | Harvest Records                                       | 23. Januar 1977    | Progressive Rock/Artrock               |                       |
| Bat out of Hell                                 | Meat Loaf                | Epic Records                                          | 21. Oktober 1977   | Hard Rock/Pop/Progressive Rock         |                       |
| Before and After Science                        | Brian Eno                | Polydor                                               | Dezember 1977      | Artrock/Art-Pop/Experimental           |                       |
| Dancing in Your Head                            | Ornette Coleman          | A&M Records                                           | 1977               | Crossover, Fusionjazz, Avantgarde Jazz |                       |
| Dark Magus                                      | Miles Davis              | Columbia Records                                      | 1977               | Fusion Jazz                            |                       |
| Elegant Gypsy                                   | Al Di Meola              | Columbia Records                                      | April 1977         | Rock, Jazz, Fusion                     |                       |
| Even in the Quietest Moments …                  | Supertramp               | A&M Records                                           | 8. April 1977      | Progressive Rock/Artrock               |                       |
| Exodus                                          | Bob Marley & the Wailers | Island Records                                        | 3. Juni 1977       | Reggae                                 |                       |
| Expect No Mercy                                 | Nazareth                 | Mountain Records                                      | 19. November 1977  | Hard Rock                              |                       |
| Firefly                                         | Uriah Heep               | Bronze, Warner Records                                | 11. Februar 1977   | Bluesrock, Hard Rock, Progressive Rock |                       |
| Foreign Affairs                                 | Tom Waits                | Asylum Records                                        | September 1977     | Experimental/Rock/Blues/Jazz           |                       |
| Foreigner                                       | Foreigner                | Atlantic Records                                      | 8. März 1977       | Hard Rock, Adult Oriented Rock         |                       |
| Going for the One                               | Yes                      | Atlantic Records                                      | 15. Juli 1977      | Progressive Rock                       |                       |
| Ha!-Ha!-Ha!                                     | Ultravox                 | Island Records                                        | 14. Oktober 1977   | Rock/New Wave/Synthiepop               |                       |
| Heavy Weather                                   | Weather Report           | Columbia Records                                      | März 1977          | Jazz-Rock/Fusion                       |                       |
| Heroes                                          | David Bowie              | RCA Records                                           | 14. Oktober 1977   | Artrock/Experimental/Ambient           |                       |
| Hoffnungslos                                    | Wolfgang Ambros          | Bacillus Records                                      | Oktober 1977       | Pop-Rock                               |                       |
| I Am a Photograph                               | Amanda Lear              | Ariola Records                                        | April 1977         | Euro Disco                             | Debütalbum            |
| In the City                                     | The Jam                  | Polydor                                               | 20. Mai 1977       | Punk/New Wave/Mod Revival              |                       |
| Innocent Victim                                 | Uriah Heep               | Bronze Records                                        | November 1977      | Hard Rock                              |                       |
| Jeff Beck with the Jan Hammer Group Live        | Jeff Beck                | Epic Records                                          | März 1977          | Bluesrock, Rock, Fusion                |                       |
| Leave Home                                      | Ramones                  | Sire Records                                          | 10. Januar 1977    | Punkrock, Rock                         |                       |
| Let There Be Rock                               | AC/DC                    | Albert Productions                                    | 21. März 1977      | Hard Rock, Bluesrock                   |                       |
| Love Gun                                        | Kiss                     | Casablanca Records                                    | 30. Juni 1977      | Hard Rock                              |                       |
| Love You Live                                   | The Rolling Stones       | Rolling Stones Records, Atlantic Records, WEA Records | 23. September 1977 | Rock                                   | Live-Doppelalbum      |
| Low                                             | David Bowie              | RCA Records                                           | 14. Januar 1977    | Artrock/Ambient/Elektronik             |                       |
| Lust for Life                                   | Iggy Pop                 | RCA Records                                           | 9. September 1977  | Rock/Garage Rock                       |                       |
| Marquee Moon                                    | Television               | Elektra Records                                       | 8. Februar 1977    | Art-Punk/Post-Punk/Artrock             |                       |
| Motörhead                                       | Motörhead                | Chiswick Records                                      | 12. August 1977    | Heavy Metal                            | Debütalbum            |
| My Aim Is True                                  | Elvis Costello           | Stiff Records                                         | 22. Juli 1977      | New Wave/Pub Rock/Punk/Power Pop       |                       |
| Never Mind the Bollocks, Here’s the Sex Pistols | Sex Pistols              | Virgin Records                                        | 28. Oktober 1977   | Punk                                   |                       |
| New Boots and Panties!!                         | Ian Dury                 | Stiff Records                                         | 30. September 1977 | Punk/Pub Rock/Disco                    |                       |
| No More Heroes                                  | The Stranglers           | United Artists                                        | 23. September 1977 | Punk                                   |                       |
| Oh Mann, oh Mann...                             | Juliane Werding          | Hansa Musik Produktion                                | 1977               | Schlager                               |                       |
| One World                                       | John Martyn              | Island Records                                        | 4. November 1977   | Rock/Folk/Jazz/Funk/Dub/Experimental   |                       |
| Out of the Blue                                 | Electric Light Orchestra | Columbia Records                                      | 28. Oktober 1977   | Rock/Artrock                           |                       |
| Pacific Ocean Blue                              | Dennis Wilson            | Caribou Records                                       | 22. August 1977    | Pop/Rock                               |                       |
| Peter Gabriel (Car)                             | Peter Gabriel            | Charisma Records                                      | 25. Februar 1977   | Artrock/Progressive Rock/Pop/New Wave  |                       |
| Pink Flag                                       | Wire                     | Harvest Records                                       | Dezember 1977      | Punk/Art-Punk/Post-Punk                |                       |
| Rattus Norvegicus                               | The Stranglers           | United Artists                                        | April 1977         | Punk                                   |                       |
| Rocket to Russia                                | Ramones                  | Sire Records                                          | 4. November 1977   | Punkrock, Rock                         |                       |
| Rockin’ All Over the World                      | Status Quo               | Vertigo Records (UK), Capitol Records (USA)           | 11. November 1977  | Hardrock                               |                       |
| Rumours                                         | Fleetwood Mac            | Warner Bros.                                          | 4. Februar 1977    | Pop/Softrock/Folk-Rock                 |                       |
| Some Blues but not the Kind That’s Blue         | Sun Ra                   | El Saturn Records                                     | 1977               | Jazz                                   |                       |
| Songs from the Wood                             | Jethro Tull              | Chrysalis Records                                     | 11. Februar 1977   | Progressive Rock, Folk-Rock            |                       |
| Starportrait                                    | Reinhard Mey             | Intercord                                             | 1977               | Liedermacher                           | Kompilation           |
| Tales of Another                                | Gary Peacock             | ECM Records                                           | 1977               | Jazz                                   |                       |
| Talking Heads: 77                               | Talking Heads            | Sire Records                                          | 16. September 1977 | New Wave/Artrock/Art-Punk              |                       |
| The Clash                                       | The Clash                | CBS Records                                           | 8. April 1977      | Punk                                   |                       |
| The Stranger                                    | Billy Joel               | Columbia Records                                      | 29. September 1977 | Rock/Pop-Rock                          |                       |
| The Survivors’ Suite                            | Keith Jarrett            | ECM Records                                           | 1977               | Jazz                                   |                       |
| This Is the Modern World                        | The Jam                  | Polydor                                               | 18. November 1977  | Punk/New Wave/Mod Revival              |                       |
| Trans Europa Express                            | Kraftwerk                | Kling Klang                                           | März 1977          | Electronica/Synthiepop                 |                       |
| Ultravox!                                       | Ultravox                 | Island Records                                        | 25. Februar 1977   | Rock/New Wave/Post-Punk                |                       |
| You Can’t Name Your Own Tune                    | Barry Altschul           | Muse Records                                          | 9. Februar 1977    | Jazz                                   |                       |
| Zuhause                                         | Truck Stop               | Nature                                                | 1977               | Country                                |                       |

## Geboren

### Januar
- 01. Januar: Oliver Thomas, deutscher Sänger
- 04. Januar: Louisa Baïleche, französische Sängerin, Tänzerin und Darstellerin
- 04. Januar: Teitur Lassen, färöischer Liedermacher
- 07. Januar: Guy Gross, deutscher Popsänger
- 24. Januar: Michelle Hunziker, schweizerisch-italienische Moderatorin, Schauspielerin, Model und Sängerin
- 26. Januar: Nicholaus Arson, schwedischer Lead-Gitarrist und Backgroundsänger
- 27. Januar: Telma Ágústsdóttir, isländische Popsängerin
- 31. Januar: Jörg Hartl, deutscher Musiker und Trompeter

### Februar
- 02. Februar: Antje Mönning, deutsche Schauspielerin, Produzentin und Filmkomponistin

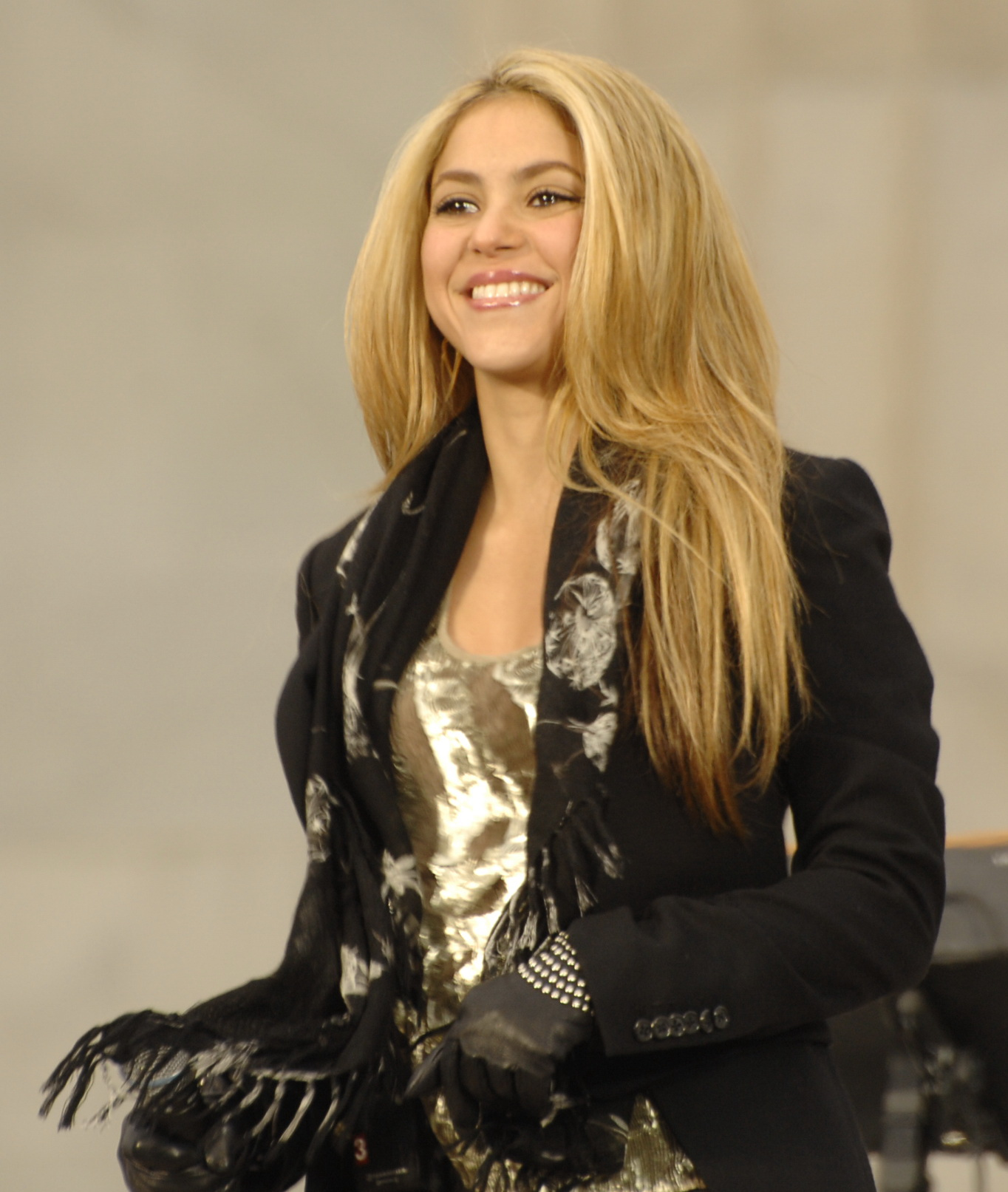
Shakira; * 2. Februar

- 02. Februar: Shakira, kolumbianische Sängerin

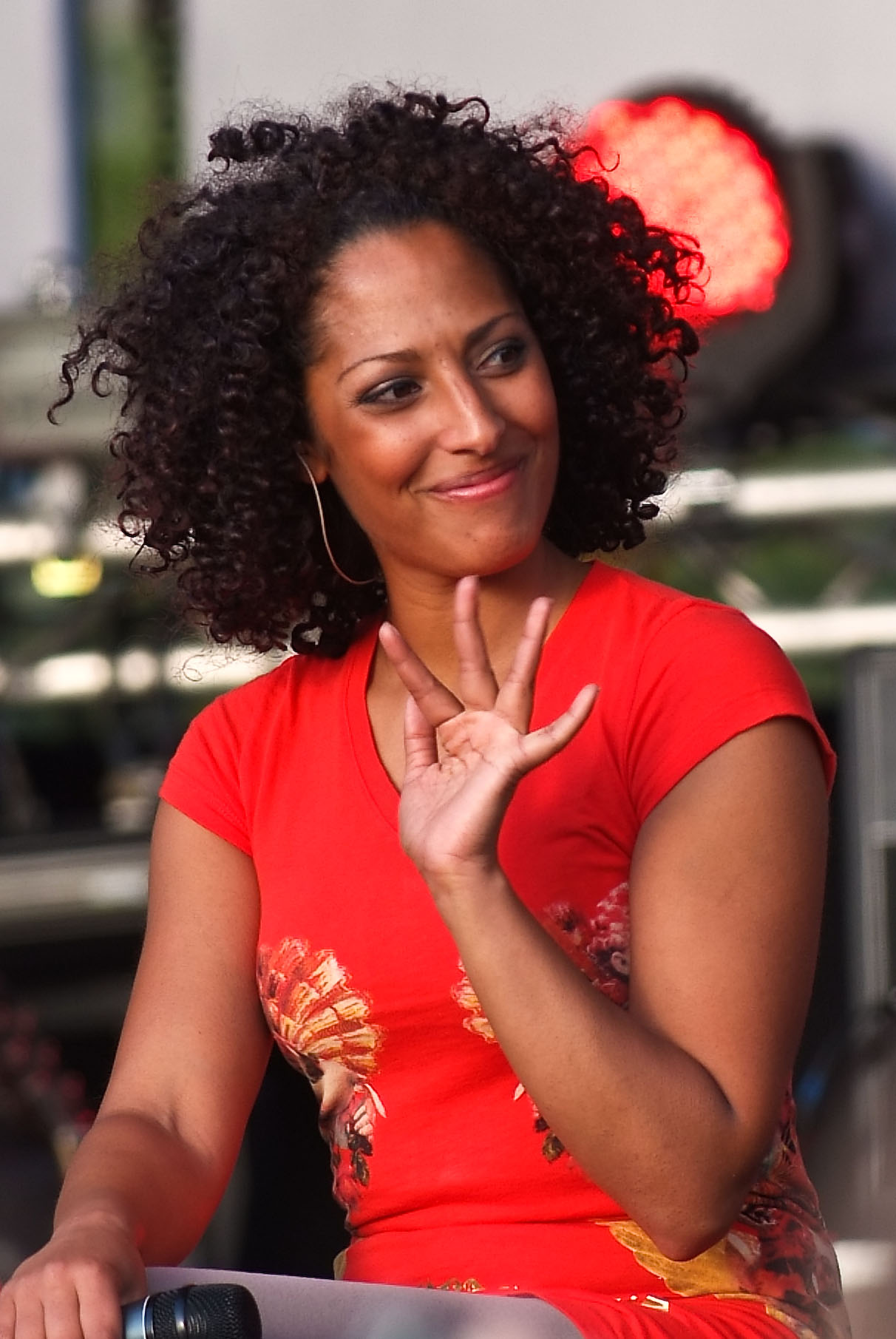
Jessica Wahls; * 2. Februar

- 02. Februar: Jessica Wahls, deutsche Popsängerin
- 03. Februar: ACO, japanische Sängerin
- 07. Februar: Mārtiņš Freimanis, lettischer Musiker, Schauspieler und Autor († 2011)
- 07. Februar: Gerd Janson, deutscher Techno- und House-DJ sowie Labelbetreiber und Musikjournalist
- 08. Februar: Svala Björgvinsdóttir, isländische Sängerin, Model und Modedesignerin
- 09. Februar: Ledina Çelo, albanische Sängerin und Model
- 11. Februar: Mike Shinoda, US-amerikanischer Musiker und Musikproduzent
- 14. Februar: Donna Cruz, philippinische Sängerin und Schauspielerin
- 15. Februar: Brooks Wackerman, US-amerikanischer Punk-Schlagzeuger
- 18. Februar: Michael Pink, österreichischer Schauspieler, Sänger und Sprecher
- 19. Februar: Vittorio Grigolo, italienischer Sänger
- 19. Februar: Ola Salo, schwedischer Sänger und Musiker
- 20. Februar: Patrizia Ferrara, österreichische Jazzsängerin und Songschreiberin
- 23. Februar: Ilona Teimurasowa, deutsche Konzertpianistin und Musikpädagogin
- 24. Februar: Ce’Cile, jamaikanische Dancehall-Musikerin

### März

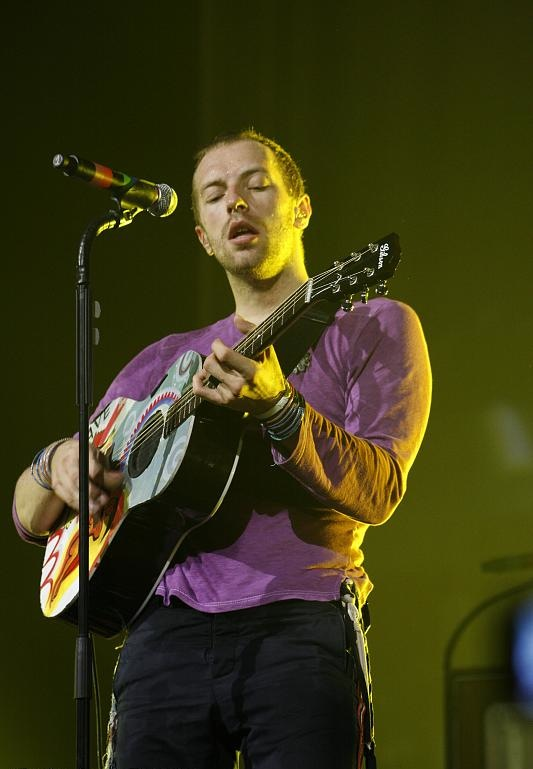
Chris Martin; * 2. März

- 02. März: Chris Martin, englischer Musiker (Coldplay)
- 02. März: Gjoko Taneski, nordmazedonischer Rock-/Popsänger
- 03. März: Ronan Keating, irischer Sänger
- 06. März: Michael Kargus, deutscher Musicaldarsteller, Schauspieler und Sänger sowie Synchron-, Werbe- und Hörspielsprecher
- 06. März: Bubba Sparxxx, US-amerikanischer Rapper
- 07. März: Bartosz Kowalski-Banasewicz, polnischer Komponist
- 10. März: Torstein Lofthus, norwegischer Fusion- und Jazzmusiker (Schlagzeug, Komposition)
- 10. März: Robin Thicke, US-amerikanischer Songwriter und Schauspieler
- 15. März: Joe Hahn, US-amerikanischer Musiker
- 17. März: Chris Bacon, US-amerikanischer Filmkomponist
- 22. März: John Otto, US-amerikanischer Rockmusiker
- 23. März: Wayne Carpendale, deutscher Schauspieler
- 25. März: Natalie Clein, britische Cellistin
- 27. März: DJ Ron, deutscher DJ, Labelbetreiber, Musikjournalist, Musikproduzent und Podcaster
- 28. März: Sarah-Grace Williams, australische Dirigentin

### April

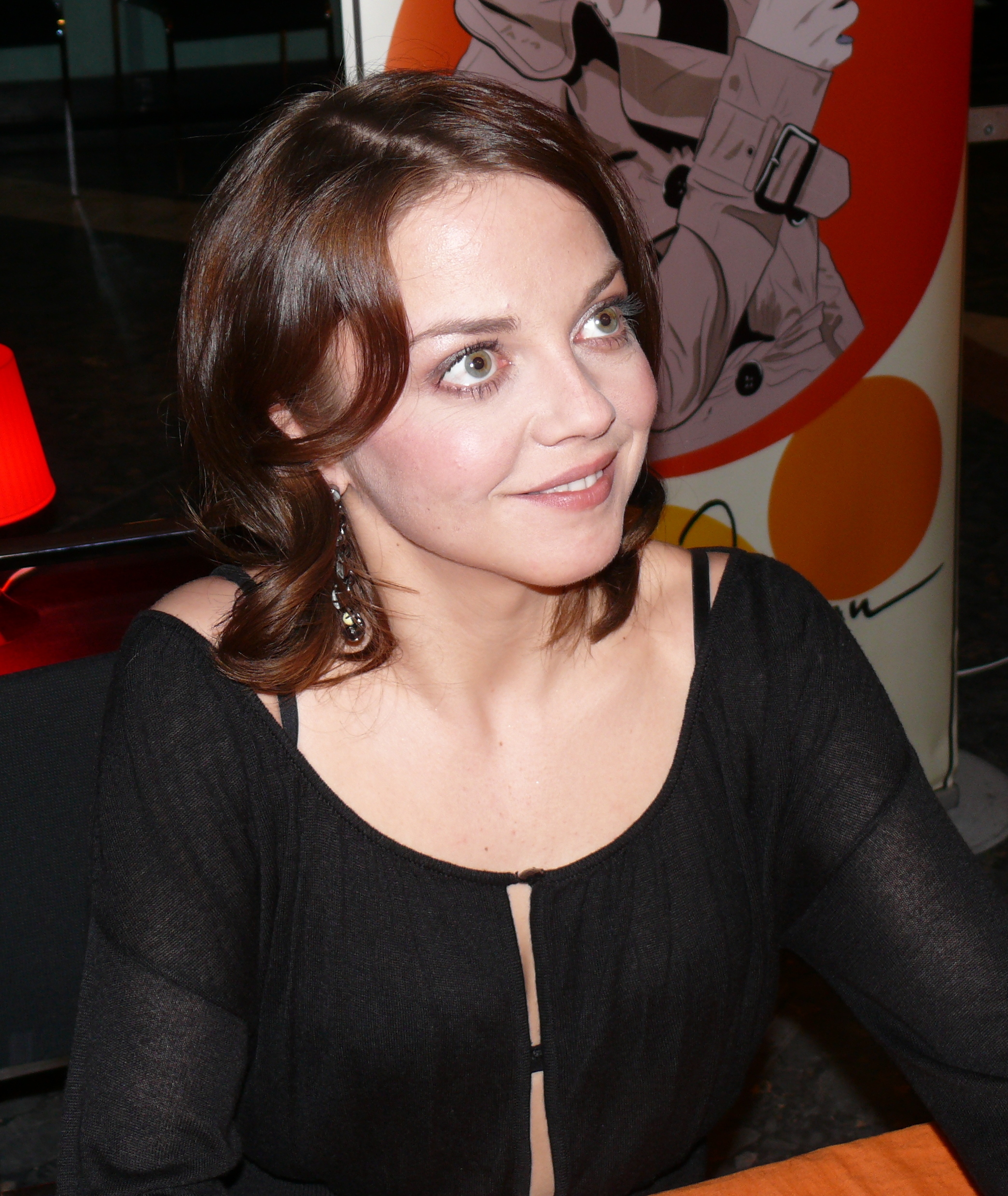
Annett Louisan; * 2. April

- 02. April: Annett Louisan, deutsche Sängerin und Musikerin
- 05. April: Håkon Kornstad, norwegischer Jazzsaxophonist
- 09. April: Gerard Way, US-amerikanischer Sänger der Band My Chemical Romance
- 11. April: Guy Tuneh, israelischer Kontrabass-Virtuose
- 13. April: Anita Hofmann, deutsche Musikerin, Schlagersängerin und Radiomoderatorin

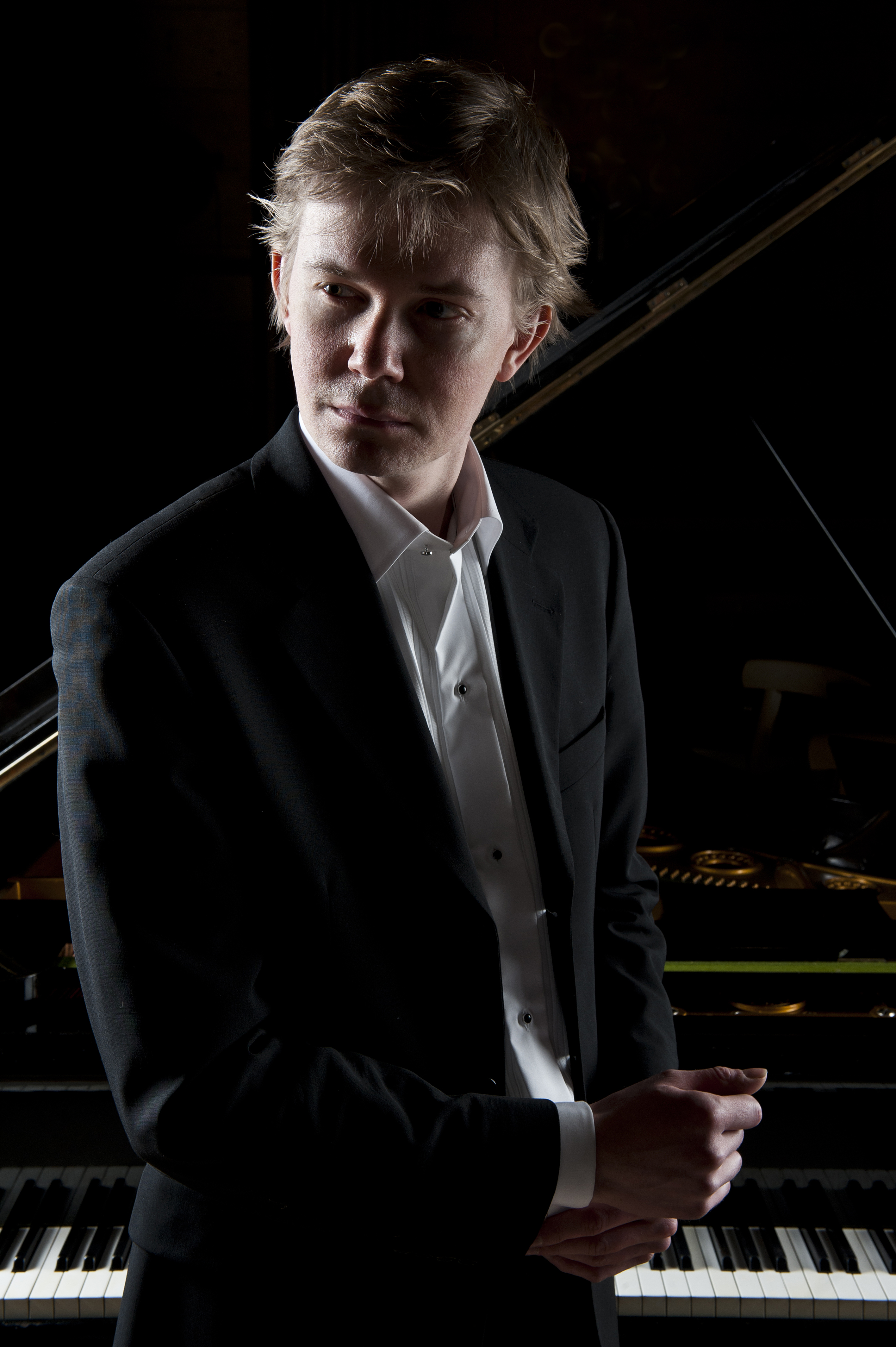
Frederik Magle; * 17. April

- 17. April: Frederik Magle, dänischer Komponist, Konzertorganist und Pianist
- 25. April: Constantinos Christoforou, griechisch-zyprischer Sänger
- 27. April: Judith Hildebrandt, deutsche Schauspielerin, Sängerin und Moderatorin
- 30. April: Michał Górczyński, polnischer Bassklarinettist, Improvisationsmusiker und Komponist

### Mai
- 03. Mai: Eric Church, US-amerikanischer Countrysänger und Songwriter
- 05. Mai: Reza Samani, iranisch-deutscher Musiker
- 08. Mai: Joe Bonamassa, US-amerikanischer Blues-Gitarrist, Sänger und Komponist
- 09. Mai: Kami Manns, deutsche Regisseurin, Schauspielerin, Sängerin und Tänzerin
- 09. Mai: Tami Neilson, kanadische Musikerin
- 10. Mai: Sergei Nakarjakow, russischer Trompeter
- 11. Mai: Nathalie Pâque, belgische Sängerin
- 13. Mai: Ilse DeLange, niederländische Country- und Pop-Sängerin
- 14. Mai: Andreas Moisa, deutscher Musiker, Filmkomponist und Sounddesigner
- 14. Mai: Pusha T, US-amerikanischer Rapper
- 16. Mai: Emilíana Torrini, isländische Sängerin, Komponistin und Musikproduzentin

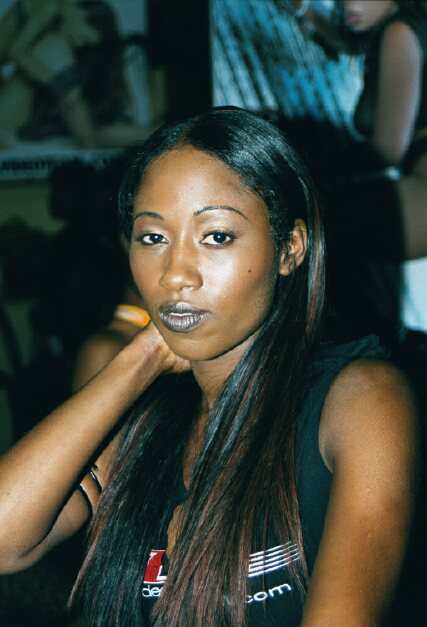
India Morel; * 17. Mai

- 17. Mai: India Morel, US-amerikanische Tänzerin, Sängerin und Pornodarstellerin
- 17. Mai: Nina Plotzki, deutsche Jazz-Sängerin und Komponistin
- 18. Mai: Kamaliya, ukrainische Sängerin, Schauspielerin und Model
- 20. Mai: Meiko Reißmann, deutscher Sänger
- 21. Mai: Bodo Wartke, deutscher Kabarettist, Sänger und Pianist
- 28. Mai: Jennie Abrahamson, schwedische Popsängerin und Songschreiberin
- 31. Mai: Andreas Biernat, deutscher Rapper

### Juni
- 01. Juni: Jón Jósep Snæbjörnsson, isländischer Popsänger
- 03. Juni: Jack Price, deutscher Komponist, Arrangeur, Musikproduzent, Multiinstrumentalist und Moderator
- 06. Juni: Ira Anika Göbel, deutsche Musikerin

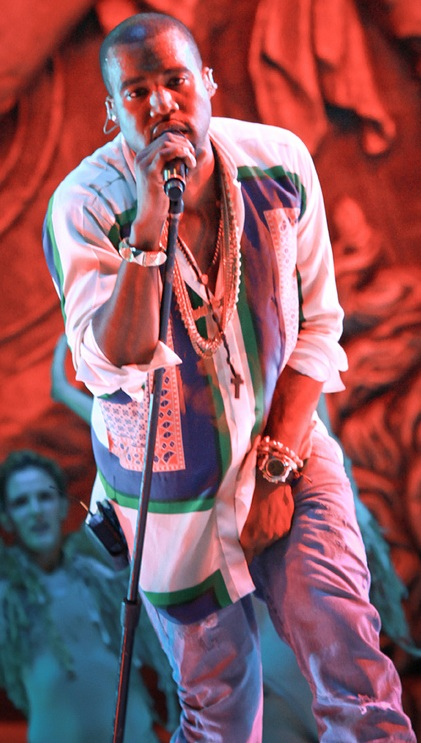
Kanye West; * 8. Juni

- 08. Juni: Kanye West, US-amerikanischer Musikproduzent und Rapper
- 11. Juni: Paul Kalkbrenner, deutscher Techno-Musikproduzent
- 12. Juni: Kenny Wayne Shepherd, US-amerikanischer Bluesrock-Musiker
- 14. Juni: Black Kappa, jamaikanischer Dancehall-Sänger († 2024)
- 14. Juni: Haiducii, rumänische Sängerin
- 15. Juni: Kathrin von Steinburg, deutsche Schauspielerin und Sängerin
- 17. Juni: Robin Grubert, deutscher Sänger und Songwriter
- 24. Juni: Francine Jordi, Schweizer Schlagersängerin
- 24. Juni: Amir Talai, US-amerikanischer Schauspieler, Sänger, Synchronsprecher und Schriftsteller
- 25. Juni: Antonio Borghini, italienischer Jazzbassist
- 25. Juni: Layla El, britisches Model, Tänzerin und Wrestlerin
- 27. Juni: Dan Andriano, US-amerikanischer Musiker
- 27. Juni: Sabine Dünser, Sängerin der Liechtensteiner Gothic-Metal-Band Elis († 2006)

### Juli
- 01. Juli: Eva K. Anderson, österreichische Singer-Songwriterin
- 01. Juli: Mátyás Szandai, ungarischer Jazzmusiker (Kontrabass, Komposition) († 2023)
- 18. Juli: Melbeatz, deutsche Hip-Hop-Produzentin
- 24. Juli: Şebnem Paker, türkische Sängerin
- 24. Juli: Serkan Kaya, deutscher Schauspieler und Musicaldarsteller
- 25. Juli: Páll Ragnar Pálsson, isländischer Rockgitarrist und Komponist
- 26. Juli: Rebecca St. James, australische Sängerin

### August
- 01. August: Damien Saez, französischer Liedermacher
- 01. August: Afrob, deutscher Rapper und Schauspieler
- 02. August: Wlado Michajlow, bulgarischer Musiker, Sänger, Musikproduzent, Schauspieler und Synchronsprecher
- 08. August: Marsha Ambrosius, englische R&B-Sängerin und Songwriterin
- 08. August: Kostas Panagiotou, griechischer Musiker und Musikjournalist
- 11. August: Gemma Hayes, irische Singer-Songwriterin
- 13. August: Amiaz Habtu, deutscher Moderator und Rapper
- 14. August: Kyle Abraham, US-amerikanischer Tänzer und Choreograf
- 15. August: Jean Norman, deutscher Komponist, Texter und Sänger
- 16. August: Tamer Hosny, ägyptischer Sänger, Schauspieler und Komponist
- 17. August: Tarja Turunen, finnische Sängerin und Songschreiberin
- 19. August: Oliver Haidt, österreichischer Schlagersänger
- 23. August: Illo, deutscher Rapper
- 23. August: Jelena Rozga, kroatische Popsängerin
- 24. August: Jarkko Ahola, finnischer Musiker
- 26. August: Hà Trần, vietnamesische Sängerin
- 27. August: Mase, US-amerikanischer Rapper
- 28. August: Arve Isdal, norwegischer Gitarrist und Musikproduzent
- 30. August: George Kollias, griechischer Musiker

### September
- 02. September: Sam Rivers, US-amerikanischer Musiker
- 02. September: Eliza Todorowa, bulgarische Musikerin
- 09. September: Soulja Slim, US-amerikanischer Rapper († 2003)
- 09. September: Damos, Schweizer Musiker und Künstler
- 11. September: Jonny Buckland, britischer Musiker
- 11. September: Ludacris, US-amerikanischer Rapper und Schauspieler
- 12. September: 2 Chainz, US-amerikanischer Rapper
- 13. September: Fiona Apple, US-amerikanische Sängerin
- 15. September: Angela Aki, japanische Singer-Songwriterin
- 16. September: Gyan Riley, US-amerikanischer Gitarrist, Komponist und Musikpädagoge
- 18. September: Pete Zimmer, US-amerikanischer Jazz-Schlagzeuger und Bandleader
- 18. September: Matúš Vallo, slowakischer Politiker, Architekt, Aktivist, Musiker und Bürgermeister von Bratislava
- 19. September: Sebastian Dürre, deutscher Musiker und Songwriter
- 20. September: Namie Amuro, japanische Popsängerin
- 21. September: Bassem Feghali, libanesischer Komiker, Sänger, Dragkünstler und Parodist
- 23. September: DJ Balthazar, bulgarischer DJ und Veranstalter
- 23. September: Piero Esteriore, italienischer Musiker und Entertainer
- 29. September: Trine Jepsen, dänische Sängerin

### Oktober
- 04. Oktober: Ana Johnsson, schwedische Sängerin
- 08. Oktober: Amir ElSaffar, US-amerikanischer Jazzmusiker
- 10. Oktober: John Baizley, US-amerikanischer Sänger, Gitarrist und Cover-Künstler
- 14. Oktober: Jason Adasiewicz, US-amerikanischer Jazz-Vibraphonist und Komponist
- 14. Oktober: Monique, Schweizer Sängerin
- 14. Oktober: Reto Stadelmann, Schweizer Komponist und Dirigent
- 17. Oktober: Anna Depenbusch, deutsche Pop-Songpoetin
- 19. Oktober: Jonathan Crow, kanadischer Geiger und Musikpädagoge
- 20. Oktober: Leila Josefowicz, kanadische Ausnahmegeigerin
- 21. Oktober: Def Cut, Schweizer DJ und Musikproduzent
- 29. Oktober: Annemarie Carpendale, deutsche Fernsehmoderatorin und Sängerin
- 29. Oktober: Aistė Smilgevičiūtė, litauische Pop- und Folk-Sängerin
- 31. Oktober: Séverine Ferrer, französische Sängerin und Schauspielerin

### November
- 10. November: Stéphanie Berger, Schweizer Schauspielerin, Fernsehmoderatorin und Sängerin
- 10. November: Brittany Murphy, US-amerikanische Schauspielerin, Musikerin und Synchronsprecherin († 2009)
- 14. November: Lucio Amanti, kanadischer Musiker und Komponist
- 14. November: Obie Trice, US-amerikanischer Rapper
- 15. November: Logan Whitehurst, US-amerikanischer Schlagzeuger und Sänger († 2006)
- 17. November: Aaron Lines, kanadischer Countrymusiker
- 18. November: Fabolous, US-amerikanischer Rapper
- 18. November: Kamil Mikulčík, slowakischer Sänger
- 21. November: Annie, norwegische Sängerin
- 21. November: Tobias Sammet, deutscher Sänger
- 22. November: Jan Maihorn, deutscher Musiker, Komponist und Produzent
- 23. November: Christopher Amott, schwedischer Gitarrist
- 24. November: Leoni Torres, kubanischer Liedermacher, Komponist und Produzent
- 26. November: Sebastian Deyle, deutscher Schauspieler, Moderator und Musiker
- 28. November: Filip Albrecht, deutsch-tschechischer Textdichter, Medienmanager und Filmproduzent
- 28. November: Diego Rivera, US-amerikanischer Jazzmusiker (Saxophon)
- 30. November: Steve Aoki, US-amerikanischer DJ und Musikproduzent

### Dezember
- 01. Dezember: Brad Delson, US-amerikanischer Gitarrist und eines der Gründungsmitglieder der Band Linkin Park
- 02. Dezember: Salar Aghili, iranischer Sänger
- 04. Dezember: Big Pokey, US-amerikanischer Rapper († 2023)
- 05. Dezember: Michael Patrick „Paddy“ Kelly, irisch-amerikanischer Sänger
- 09. Dezember: Imogen Heap, britische Sängerin, Musikerin und Musikproduzentin
- 17. Dezember: Jan Kaňka, tschechischer Komponist, Posaunist und Musikpädagoge
- 19. Dezember: Samy Deluxe, deutscher Rapper
- 19. Dezember: Bernd Satzinger, österreichischer Jazzmusiker (Bass, Komposition)
- 19. Dezember: Elisa Toffoli, italienische Sängerin und Songwriterin
- 22. Dezember: Dennis Scheider, deutscher Gitarrist, Musikproduzent und Songwriter († 2025)
- 23. Dezember: Verneri Pohjola, finnischer Jazztrompeter
- 24. Dezember: Américo, chilenischer Sänger
- 26. Dezember: Tom Howe, britischer Komponist
- 28. Dezember: Dave McCullen, belgischer Musikproduzent
- 28. Dezember: Michael Spears, US-amerikanischer Schauspieler und Sänger

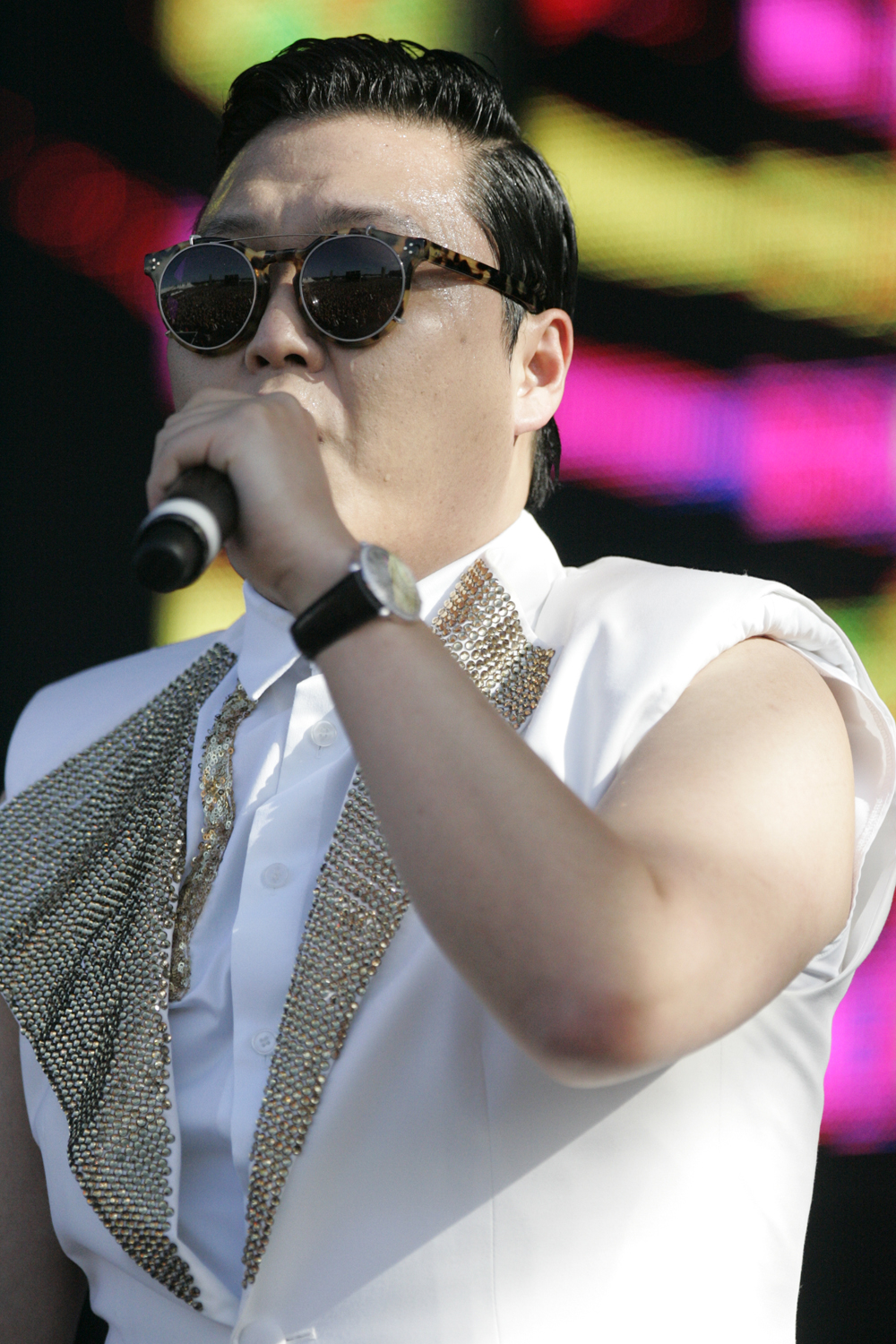
Psy; * 31. Dezember

- 31. Dezember: Psy, südkoreanischer Sänger

### Genaues Geburtsdatum unbekannt
- Hans Aerts, belgischer Musiktheoretiker und Hochschullehrer
- Taner Akyol, türkischer Saz-Spieler und Komponist
- Alexandra Althoff, Theatermacherin, Lehrende im Bereich Theater und Schauspiel
- Francesco Angelico, italienischer Dirigent
- Annamateur, deutsche Jazzsängerin, Texterin, Schauspielerin und Radiokolumnistin
- Benjamin Appel, deutscher Posaunist und Musikpädagoge
- Simone Aughterlony, neuseeländisch-schweizerische Choreografin und Tänzerin
- Edgar Barroso, mexikanischer Komponist
- Judith Benedikt, österreichische Kamerafrau
- Dodo, Schweizer Reggae- und Raggasänger
- Hanno Dönneweg, deutscher Fagottist
- Danny Driver, englischer Pianist
- Tolga During, türkisch-niederländischer Jazz- und Weltmusiker
- Izabella Effenberg, polnische Jazzmusikerin und Karatekämpferin
- Maya Forster, Schweizer Schauspielerin und Sängerin
- Christoph Gedschold, deutscher Musiker und Dirigent
- Alenka Gotar, slowenische Opernsängerin (Sopran)
- Sonja Gründemann, deutsche Schauspielerin, Sängerin, Moderatorin, Rednerin und Autorin
- Benjamin Henocq, französischer Jazz- und Fusionmusiker (Schlagzeug, Komposition, Arrangement)
- Daniel Kim, koreanischer Opernsänger
- Pablo Lescano, argentinischer Sänger, Keyboarder und Musikproduzent
- Anna Lundqvist, schwedische Jazzmusikerin (Gesang, Komposition)
- Sophie Lüssi, schweizerisch-argentinische Jazz- und Weltmusikerin (Geige, Bratsche, Komposition)
- Valentina Magaletti, italienische Schlagzeugerin, Vibraphonistin und Komponistin
- Ali Asgar Mammadov, aserbaidschanischer Tarspieler
- Kioomars Musayyebi, iranisch-deutscher Musiker und Komponist
- Clancy Newman, US-amerikanischer Cellist und Komponist
- Michael Pflumm, deutscher Opernsänger (Tenor)
- Philipp Quehenberger, österreichischer Musiker und Komponist
- Tim Rumsey, US-amerikanischer Komponist, Musikpädagoge und Musikverleger
- Ben Salomo, deutsch-israelischer Rapper, YouTuber und Buchautor
- Elizabeth Shepherd, kanadische Jazzmusikerin (Gesang, Piano) und Singer-Songwriterin
- Tillbert Strahl, deutscher Schauspieler und Musiker
- Sven van Thom, deutscher Musiker

### Geboren um 1977
- Boriana Dimitrova, bulgarische Jazzmusikerin (Saxophon, Komposition)

## Gestorben

### Januar
- 01. Januar: Roland Hayes, US-amerikanischer Sänger (* 1887)
- 09. Januar: Aleksey Kozlovskiy, usbekisch-sowjetischer Komponist, Dirigent, Professor und Pädagoge (* 1905)
- 12. Januar: Isaías Sávio, brasilianischer Gitarrist, Musikpädagoge und Komponist (* 1900)
- 16. Januar: Ernest Alvin Archia Jr., US-amerikanischer Tenorsaxophonist (* 1919)

### Februar
- 09. Februar: Francisco Cristancho Camargo, kolumbianischer Komponist, Arrangeur, Posaunist, Gitarrist und Orchesterleiter (* 1905)

### März
- 04. März: Tudor Dumitrescu, rumänischer Pianist und Komponist (* 1957)
- 05. März: Isaac Nemiroff, US-amerikanischer Komponist, Musikpädagoge und -Wissenschaftler (* 1912)
- 15. März: Carl-Ulrich Blecher, deutscher Liedtexter (* 1924)
- 26. März: Frank Thorolfson, kanadischer Pianist, Dirigent, Musikpädagoge und Komponist (* 1914)
- 28. März: Waldo de los Ríos, Pianist, Orchesterleiter, Arrangeur und Komponist (* 1934)
- 30. März: Abdel Halim Hafez, ägyptischer Sänger und Schauspieler (* 1929)
- 30. März: Lewko Rewucki, ukrainischer Komponist (* 1889)

### April
- 04. April: Alois Reiser, tschechisch-amerikanischer Komponist, Cellist und Dirigent (* 1887)
- 04. April: Julius Watkins, US-amerikanischer Hornist (* 1921)
- 05. April: Luperce Miranda, brasilianischer Mandolinist und Komponist (* 1904)
- 06. April: Broadus Erle, US-amerikanischer Geiger und Musikpädagoge (* 1918)
- 11. April: Jacques Prévert, französischer Autor, Dichter und Chansonnier (* 1900)
- 28. April: Paul Emerich, austroamerikanischer Musiker (* 1895)
- 29. April: Clive Douglas, australischer Komponist, Musiker und Dirigent (* 1903)

### Mai
- 05. Mai: Sam Lanin, US-amerikanischer Jazz-Musiker (* 1891)
- 09. Mai: Walter Wilhelm Johann Kraft, deutscher Organist und Komponist (* 1905)
- 20. Mai: Lafayette Thomas, US-amerikanischer Bluessänger und Gitarrist (* 1928)
- 21. Mai: Otto Heinermann, deutscher Kirchenmusiker, Organist, Chorleiter und Komponist (* 1887)
- 22. Mai: Hampton Hawes, US-amerikanischer Jazzmusiker (* 1928)
- 30. Mai: Paul Desmond, US-amerikanischer Saxophonist (* 1924)

### Juni
- 02. Juni: Henri Gagnebin, schweizerischer Komponist (* 1886)
- 05. Juni: Sleepy John Estes, US-amerikanischer Blues-Musiker (* 1899)
- 13. Juni: Herbert Haag, deutscher Organist und Kirchenmusiker (* 1908)
- 14. Juni: Alan Mills, kanadischer Sänger, Schauspieler und Autor (* 1912)
- 25. Juni: Petko Stajnow, bulgarischer Komponist (* 1896)
- 26. Juni: Arnold Pauli, Schweizer Sänger, Chorleiter und Komponist (* 1900)

### Juli
- 02. Juli: Alfred Kuppelmayer, deutscher Musiklehrer und Komponist (* 1918)
- 03. Juli: Hugh Le Caine, kanadischer Physiker, Komponist und Pionier der elektronischen Musik (* 1914)
- 06. Juli: Ödön Pártos, israelischer Komponist (* 1907)

### August
- 03. August: Wanda Achsel, deutsche Opernsängerin (* 1886)
- 04. August: Antonio Machín, kubanischer Sänger (* 1908)
- 11. August: Ignacio Fleta, spanischer Gitarrenbauer (* 1897)

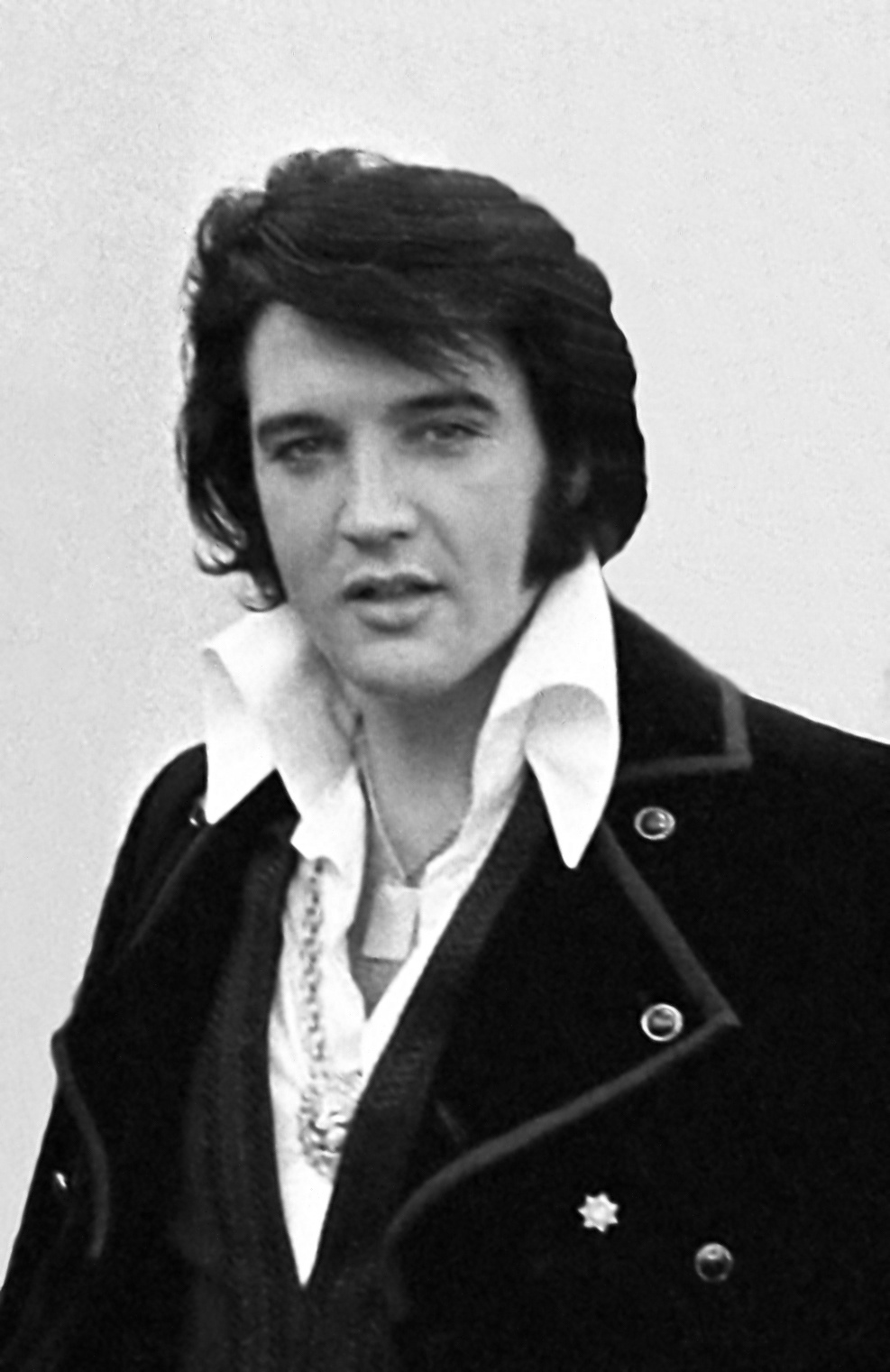
Elvis Presley; † 16. August

- 16. August: Elvis Presley, US-amerikanischer Rock-’n’-Roll-Sänger (* 1935)
- 18. August: Alfred Rasser, Schweizer Kabarettist, Schauspieler und Politiker (* 1907)
- 24. August: Happy Wilson, US-amerikanischer Country-Musiker (* 1919)

### September
- 01. September: Henry Vars, US-amerikanischer Filmkomponist polnischer Herkunft (* 1902)
- 01. September: Ethel Waters, US-amerikanische Schauspielerin und Sängerin (* 1896)
- 05. September: Walter „Kid“ Smith, US-amerikanischer Old-Time-Musiker (* 1895)
- 06. September: Paul Burkhard, Schweizer Komponist (* 1911)
- 13. September: Leopold Stokowski, englischer Dirigent (* 1882)
- 13. September: Edmond Trudel, kanadischer Dirigent, Pianist und Musikpädagoge (* 1892)
- 15. September: Roberto Kinsky, argentinischer Dirigent (* 1910)
- 16. September: Marc Bolan, britischer Sänger, Gitarrist und Songschreiber (* 1947)
- 16. September: Maria Callas, griechisch-amerikanische Opernsängerin (Sopran) (* 1923)
- 21. September: Otto Abel, deutscher Organist und Komponist (* 1905)
- 25. September: Gerhard Winkler, deutscher Komponist von Unterhaltungsmusik (* 1906)
- 29. September: Alexander Nikolajewitsch Tscherepnin, russischer Komponist (* 1899)

### Oktober

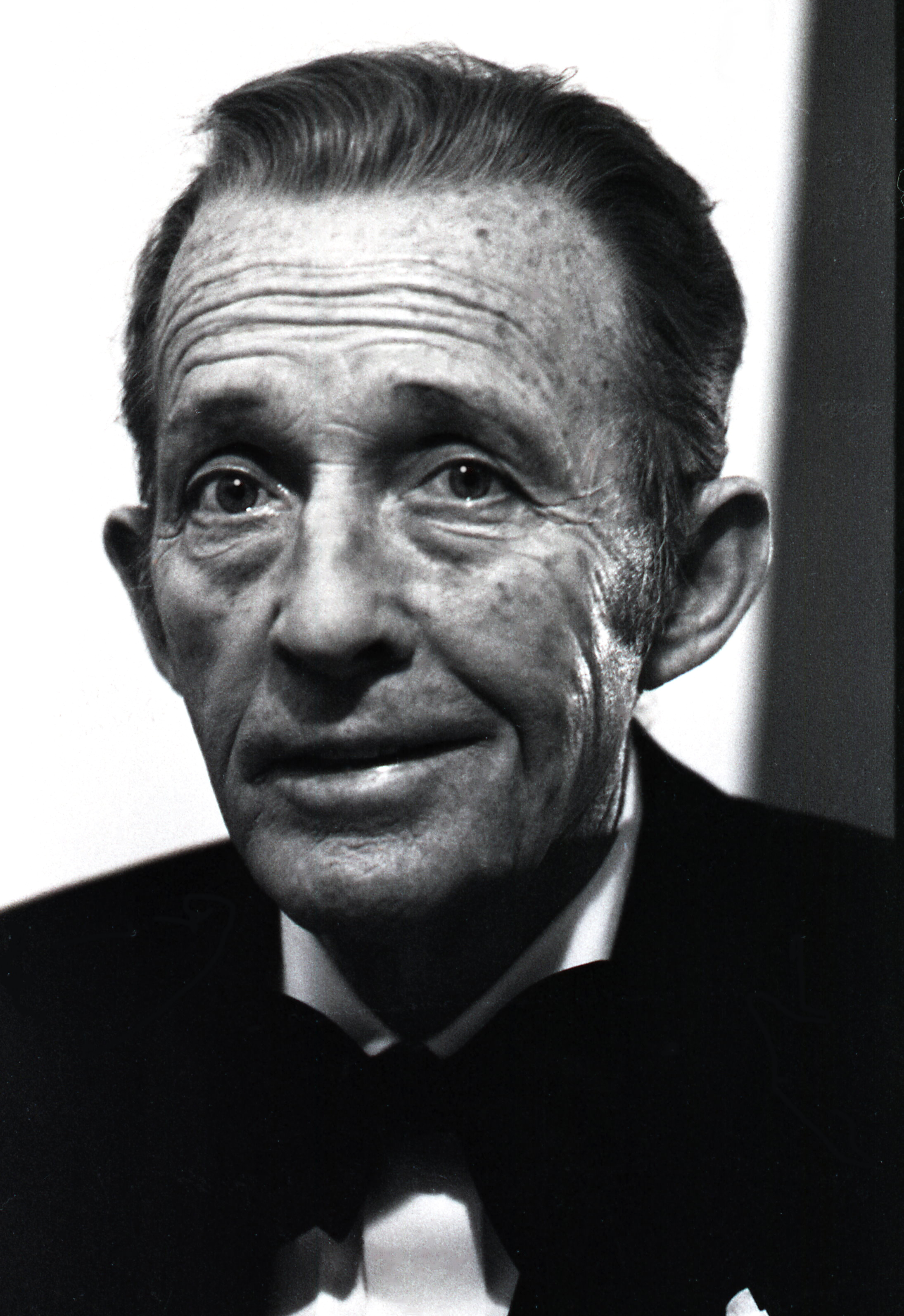
Bing Crosby; † 14. Oktober

- 12. Oktober: Ruben Moses Eschwege, deutschamerikanischer Kantor (* 1890)
- 14. Oktober: Bing Crosby, US-amerikanischer Sänger und Schauspieler (* 1903)
- 20. Oktober: Enrique Casal Chapí, spanischer Komponist (* 1909)
- 20. Oktober: Steven Earl Gaines, US-amerikanischer Musiker (* 1949)
- 20. Oktober: Ronald Wayne Van Zant, US-amerikanischer Musiker (* 1948)
- 27. Oktober: Walter Pach, österreichischer Organist und Komponist (* 1904)

### November
- 04. November: Greta Keller, österreichische Chanson-Sängerin (* 1903)
- 14. November: Richard Addinsell, britischer Filmkomponist (* 1904)
- 14. November: Roberto Pineda Duque, kolumbianischer Komponist (* 1910)
- 17. November: Karl Berbuer, deutscher Komponist und Schlagersänger (* 1900)
- 20. November: Lester Koenig, US-amerikanischer Musikproduzent (* 1918)
- 20. November: Conrad Letendre, kanadischer Organist, Komponist und Musikpädagoge (* 1904)

### Dezember
- 05. Dezember: Rahsaan Roland Kirk, US-amerikanischer Saxophonist und Multi-Instrumentalist (* 1935)
- 11. Dezember: Luis Humberto Salgado, ecuadorianischer Komponist (* 1903)
- 16. Dezember: Thomas Schippers, US-amerikanischer Dirigent (* 1930)
- 17. Dezember: Benny de Weille, deutscher Klarinettist, Komponist, Arrangeur und Orchesterleiter (* 1915)
- 22. Dezember: Rosette Anday, ungarische Mezzo-Sopranistin (* 1903)
- 22. Dezember: Johann Nepomuk David, österreichischer Komponist (* 1895)
- 24. Dezember: Peruchín, kubanischer Pianist, Komponist und Arrangeur (* 1913)
- 25. Dezember: Charlie Chaplin, britischer Komiker, Schauspieler, Schnittmeister, Regisseur, Komponist, Drehbuchautor und Filmproduzent (* 1889)
- 25. Dezember: Eguchi Takaya, japanischer Tänzer (* 1900)

### Genaues Todesdatum unbekannt
- Jack Ayre, kanadischer Pianist und Komponist (* 1894)
- J. C. Moses, US-amerikanischer Jazz-Schlagzeuger (* 1936)